# The Forger - Il falsario
The Forger - Il falsario (The Forger) è un film del 2014 diretto da Philip Martin.

## Trama
Ray Cutter, falsario detenuto per precedenti penali di vario genere a cui mancano ancora 10 mesi di pena da scontare, viene a conoscenza che a suo figlio Will è stato diagnosticato un cancro incurabile al cervello. Pertanto, non avendo ottenuto il permesso di libertà condizionata dal carcere, per trascorrere più tempo possibile con lui, chiede aiuto al noto criminale Tommy Keegan, con cui aveva già avuto rapporti in passato. 
Keegan corrompe un giudice e Cutter esce dal carcere, ma ora è in debito per 50.000 dollari e dovrà rubare, per conto del criminale, a sua volta indebitato col pericoloso boss della malavita messicana Raul Carlos, un famoso dipinto francese di Claude Monet che arriverà da Parigi e che verrà esposto al National Gallery of Art di Washington per 24 ore e sostituirlo con una copia che lui stesso dovrà creare col supporto dell'amico Carl, del figlio Will e del padre Joseph.